# Camponotus dolendus
Camponotus dolendus är en myrart som beskrevs av Auguste-Henri Forel 1892. Camponotus dolendus ingår i släktet hästmyror, och familjen myror. Inga underarter finns listade.